# Série 9000 da CP
A Série 9000, igualmente conhecida de 9001 a 9006, refere-se a um tipo de locomotiva a tracção diesel eléctrica, que foi utilizada pela companhia dos Caminhos de Ferro Portugueses nas Linhas do Vouga, Sabor, Corgo, Tâmega, Porto à Póvoa e Famalicão e Guimarães, e no Ramal de Aveiro.

## Descrição
Esta série era constituída por seis locomotivas a gasóleo do tipo Bo' Bo'. Correspondem ao modelo BB44t da fabricante, a empresa Alsthom. Tinham um potência de 435 kW, e uma velocidade máxima de 70 km/h.
Nos primeiros anos de serviços em Portugal, apresentavam um esquema em tons verde-escuros com o subleito em encarnado, tendo recebido ainda na década de 1970 o esquema de cores da operadora Caminhos de Ferro Portugueses, com fundo laranja atravessado por listras brancas nas faces de topo, e pintadas com o símbolo da empresa.

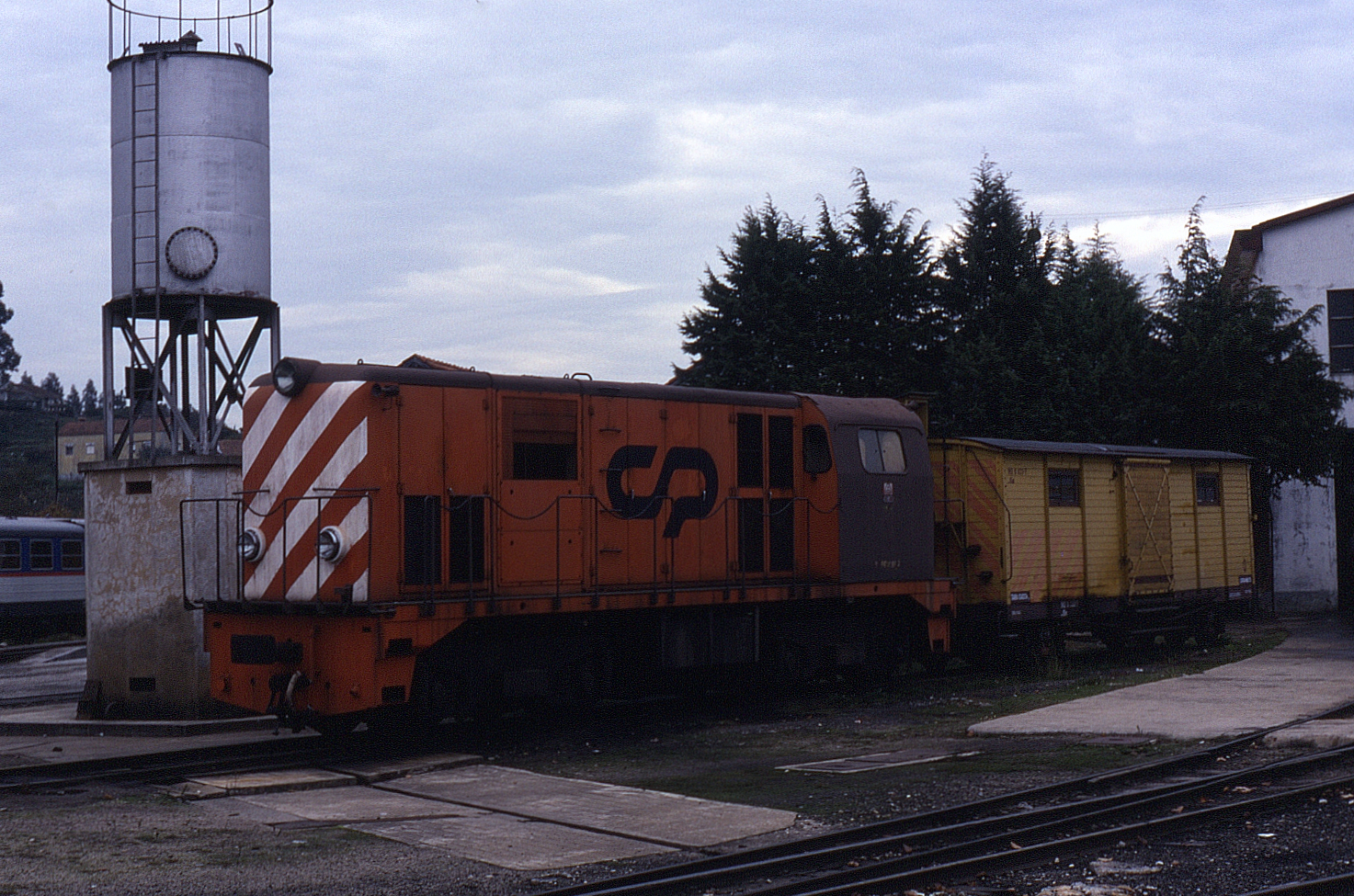
Locomotiva 9001 na estação de Sernada do Vouga, em 1993.

## História

### Serviço em Espanha
Em 7 de Abril de 1959, o Ministerio de Obras Públicas espanhol entregou uma locomotiva à empresa Compañía del Ferrocarril de Madrid a Aragón, que explorava a linha férrea conhecida como Ferrocarril del Tajuña. Esta medida inseriu-se num programa de apoio do governo espanhol para apoiar as operadoras ferroviárias de via estreita. Esta locomotiva era um modelo da da companhia francesa Alsthom, e tinha sido montada no ano anterior pela firma Euskalduna, de Bilbau, com componentes da Alsthom e da General Eléctrica Española. Entre 1964 e 1967, a Compañía del Ferrocarril de Madrid a Aragón decidiu adquirir, sem apoio do estado, mais cinco locomotivas semelhantes à original, de forma a substituir o seu parque a vapor, cuja capacidade de tracção já não se coadunava às necessidades. De acordo com a política desta empresa, a numeração das novas locomotivas era atribuída de forma decrescente, pelo que estas novas unidades receberam os números 1026 a 1022. As motoras 1026 e 1025, recebidas em 1964, eram iguais à original, com a numeração 1027, enquanto que as 1024 e 1023, adquiridas em 1966, e a 1022, admitida em 1977, possuíam uma potência ligeiramente superior. No entanto, depressa se verificou que, mesmo utilizando o método de comando em unidades múltiplas, estas novas máquinas dificilmente logravam a tracção suficiente para rebocar as composições mais pesadas, o que resultava em velocidades de circulação muito reduzidas. Desta forma, ponderou-se a venda das locomotivas, de forma a proceder à sua substituição por motoras mais potentes.

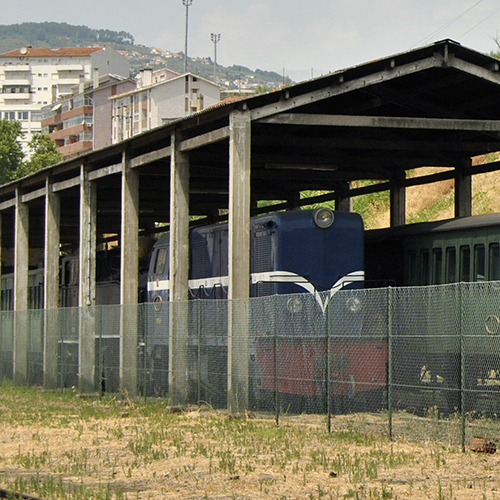
Locomotiva da Série 9000 com o esquema de cores azul e branco, debaixo do telheiro, na estação da Régua.

### Serviço em Portugal
Assim, em 1974 foram vendidas à Companhia dos Caminhos de Ferro Portugueses, tendo entrado ao serviço no ano seguinte, para substituir o material a vapor nas composições de passageiros e mercadorias. Desta forma, iria ser modernizada a frota de via estreita, continuando um processo de substituição que já se tinha iniciado na rede de via larga. Além disso, iriam melhorar a qualidade dos serviços, que passariam a ser feitos de forma mais rápida e regular. Estas foram as primeiras locomotivas a gasóleo a circular na rede via de bitola métrica em Portugal, embora já anteriormente a Companhia Nacional de Caminhos de Ferro tinha feito experiências com uma locomotiva deste tipo, a Lydia, na Linha do Tua.
Após a sua chegada a Portugal, estas locomotivas receberam uma numeração adaptada à sua nova operadora, tendo as 1022, 1023, 1024, 1025, 1026 e 1027 adoptado, respectivamente, os números 9001, 9002, 9003, 9004, 9005 e 9006. Em 1990, as 9001, 9003 e 9004 encontravam-se adscritas ao depósito de Porto-Boavista, instalado na antiga estação com o mesmo nome, enquanto que as 9002, 9005 e 9006 estavam sujeitas, correspondentemente, aos depósitos de Livração, Sernada do Vouga e Mirandela. Cinco das unidades da Série 9000 foram para as Linhas do Tua e Corgo, enquanto que a sexta ficou nas oficinas da antiga Estação Ferroviária de Porto-Boavista. Serviram posteriormente em toda a Linha do Tâmega, no Ramal de Aveiro e na Linha do Vouga, e na década de 1990, com o encerramento ou redução da maior parte destes eixos, foram transferidas para as Linhas do Porto à Póvoa e Guimarães, onde foram substituir as automotoras da Série 9300. No entanto, só foram utilizadas esporadicamente, devido ao excesso de material que circulava naquela zona. Apesar disto, asseguraram alguns dos comboios de passageiros mais importantes na rede de via métrica do Porto, formados por carruagens Napolitanas. A locomotiva 9004 foi responsável pelo último comboio de via estreita na Linha de Guimarães. Também circularam na Linha do Sabor.
Foram sendo progressivamente afastadas dos serviços pela introdução de novas locomotivas e automotoras a gasóleo, embora algumas tenham permanecido em funcionamento nos depósitos de Boavista e da Linha do Vouga, para rebocar os comboios de socorro. Foram definitivamente abatidas ao serviço nos finais da década de 1990, concluindo assim mais de duas décadas como parte da frota da operadora Caminhos de Ferro Portugueses, durante as quais estiveram em quase toda a rede de via métrica da empresa.
Em 2013, a CP disponibilizou para venda as locomotivas 9005 e 9006, que estavam parqueadas há doze anos anos em Guifões, e apresentando alguma degradação. Em 2017 a locomotiva 9004, pintada nas suas cores de origem, encontrava-se a tracionar o comboio histórico da Linha do Vouga, cuja composição tinha sido utilizada na Linha do Corgo até ao seu encerramento, em 2009.[carece de fontes?] Em 2019, a operadora iniciou um programa para a reabilitação do material circulante que estava imobilizado, que incluiu a recuperação da locomotiva 9005, enquanto que a 9004 foi posta ao serviço como parte do Comboio Histórico do Vouga.

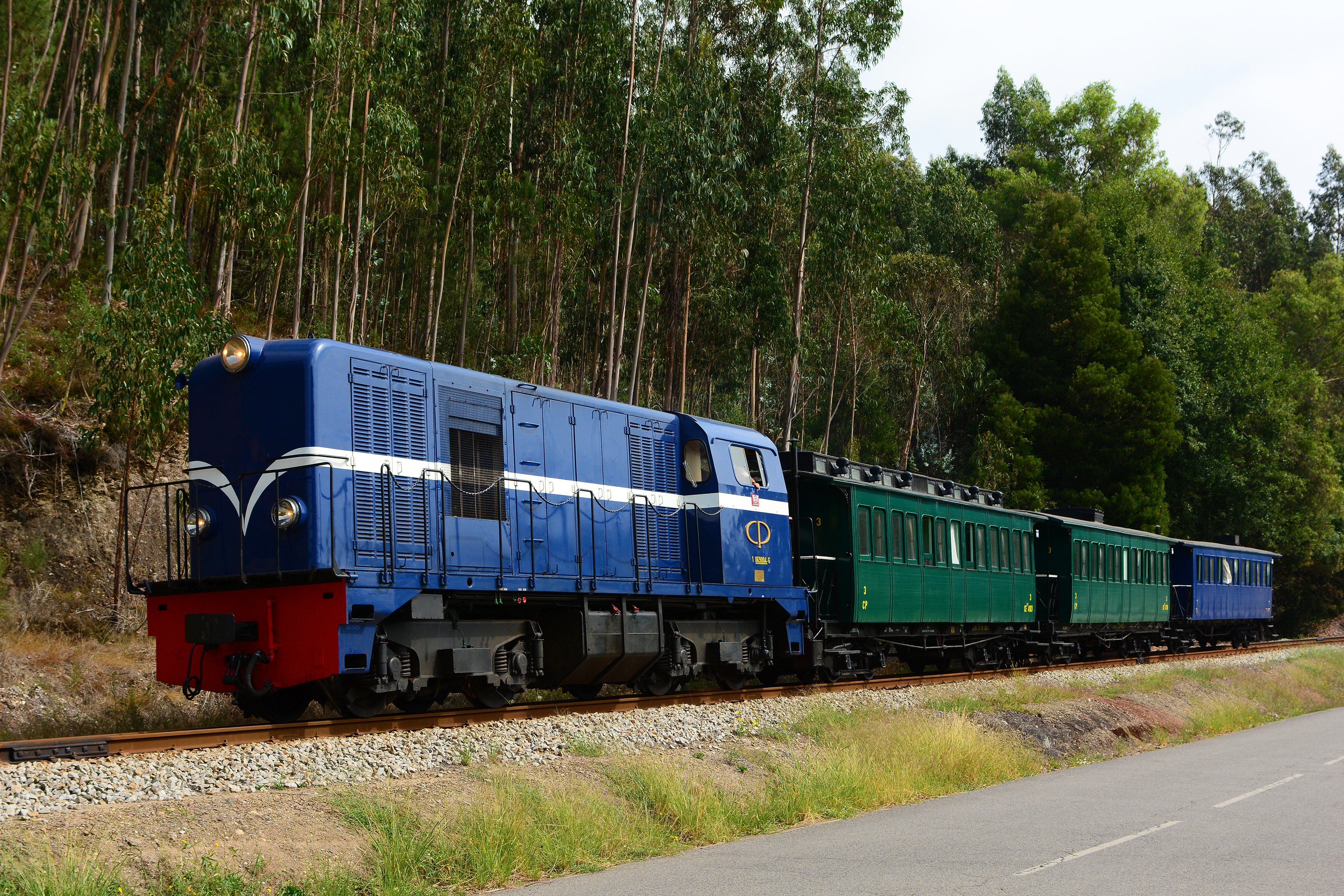
Locomotiva 9004 a rebocar o Comboio Histórico do Vouga, em 2019.

## Ficha técnica
- Características de exploração
  - Entrada ao serviço (em Portugal): 1975[4]
  - Número de unidades: 6[7][5]
- Dados gerais
  - Bitola de Via: 1000 mm[1]
  - Disposição dos rodados: Bo' Bo'[1]
  - Tipo de tracção: Gasóleo (diesel) eléctrica[1]
  - Tipo de locomotiva (fabricante): BB44t[2]
  - Fabricante: Euskalduna / Alsthom[4][5]
- Motores de tracção
  - Potência total: 435 kW[1]
  - Tipo:
    - Números 9001 - 9003: MGO V12 ASHR[4]
    - Números 9004 - 9006: MGO V12 SHR[4]
- Características de funcionamento
  - Velocidade máxima: 70 Km/h [1]
  - Potência de utilização:
    - Números 9001 - 9003: 850 Cv (626 kW)[4][5]
    - Números 9004 - 9006: 775 Cv (570 kW)[4]